# ناحیه بوشنی
ناحیه بوشنی (به لاتین: Bushenyi District) یک منطقهٔ مسکونی در اوگاندا است که در استان غربی، اوگاندا واقع شده‌است. ناحیه بوشنی ۹۴۲٫۳ کیلومتر مربع مساحت و ۲۵۱٬۴۰۰ نفر جمعیت دارد.